# جاي تشوي
جاي تشوي (بالإنجليزية: Jay Choi)‏ هو لاعب غولف أمريكي، ولد في 30 سبتمبر 1983.

## وصلات خارجية
- جاي تشوي على موقع رابطة اليابان للاعبي الغولف المحترفين (الإنجليزية)
- جاي تشوي على موقع التصنيف العالمي الرسمي للغولف (الإنجليزية)